# Solas (film)
Pour les articles homonymes, voir Solas (homonymie).
Pour plus de détails, voir Fiche technique et Distribution.
Solas est un film dramatique espagnol écrit et réalisé par Benito Zambrano et sorti en 1999.
Le film explore la vie d'une mère et de sa fille et montre leur lutte pour la survie et le bonheur. Les deux femmes sont dépeintes comme seules (sola, solas au pluriel), chacune à sa manière.
Il a remporté cinq prix Goya en 2000 et plusieurs autres prix.

## Fiche technique
- Titre : Solas
- Réalisation : Benito Zambrano
- Scénario : Benito Zambrano
- Musique : Antonio Meliveo
- Photographie : Tote Trenas
- Montage : Fernando Pardo
- Production : Antonio P. Pérez
- Société de production : Maestranza Films, Canal Sur Televisión, Canwest Entertainment, Fireworks Pictures et Vía Digital
- Société de distribution : Colifilms Distribution (France)
- Pays :  Espagne et  Canada
- Genre : Drame
- Durée : 101 minutes
- Dates de sortie : 
  -  Espagne : 5 mars 1999
  -  France : 31 mai 2000

## Distribution
- María Galiana : Rosa, la mère
- Ana Fernández : María
- Carlos Álvarez-Nóvoa : le voisin
- Antonio Dechent : le médecin
- Paco De Osca : le père
- Juan Fernández : Juan
- Miguel Alcíbar : le Gordo
- Pilar Sánchez : femme de ménage
- Concha Galán : femme de ménage
- Paco Tous : associé de Juan
- Rosario Lara : chef de nettoyage
- Pepa Faraco : caissière
- Estrella Távora : infirmière
- José Manuel Seda : surveillant
- Magdalena Barbero : épouse d'un malade
- Sebastián Haro : malade
- Práxedes Nieto : boucher
- Manolo Linares : aveugle
- Talco : le chien Aquilès
- Pilar Romero : infirmière 2
- Gloria de Jesús : mère dans l'autobus
- Benito Cordero : malade dans l'autobus
- María Alfonsa Rosso : vieille du chariot
- Rosario Pardo : assistance social
- Milagrosa Lozano : employée du centre social
- Mariana Cordero : employée du centre social
- Ana Aguilar : employée du centre social
- Maica Sánchez Caballero : téléphoniste
- Miguel A. Martos : dragueur
- Federico Rivelott : client du bar
- José Chaves : (uncredited)
- Cuca Escribano : (uncredited)
- Lara Grube : (uncredited)